# Lombard–South (Metro de Filadelfia)
Lombard–Sur  es una estación de ferrocarril en la línea de la Calle Broad del Metro de Filadelfia. La estación se encuentra localizada en 500 Calle Broad Sur en Filadelfia, Pensilvania. La estación Lombard–South fue inaugurada el 20 de abril de 1930. La Autoridad de Transporte del Sureste de Pensilvania (por sus siglas en inglés SEPTA) es la encargada por el mantenimiento y administración de la estación. 

## Descripción
La estación Lombard–Sur cuenta con 1 plataforma central y 2 vías. 

## Conexiones
La estación es abastecida por las siguientes conexiones: 
- Rutas de autobuses SEPTA: 4, 27, 32, 40